# 송재익 (야구인)
송재익(宋在益, 1974년 3월 27일 ~ )은 전 KBO 리그 SK 와이번스의 외야수이자, 전 KBO 리그 NC 다이노스의 2군 주루/작전코치이다.

## 선수 시절

### 삼성 라이온즈시절
1997년 2차 4순위 지명을 받아 입단하였다.

### SK 와이번스시절
2000년 창단한 신생 팀인 SK 와이번스에 전력보강선수 지명을 받아 이적했다. 이후 2004년 현역으로 입대했으며, 제대 후 SK 와이번스에서 방출됐다.

## 야구선수 은퇴 후
이후 동인천중학교 코치로 일하다가 인천 남구 리틀야구단 감독으로 임명된 후, 2017년부터 NC 다이노스에서 코치로 활동했다.

## 출신 학교
- 공주중동초등학교
- 공주중학교
- 공주고등학교
- 원광대학교